# Rodbinsko srodstvo
Rodbinska srodstva su predmet interesovanja velikog broja ljudi. Posebno su zainteresovani oni koji se bave pravljenjem porodičnih stabala svojih ili drugih familija bilo da sami kreiraju njegov izgled bilo da koriste komercijalni on-line program ili off-line programe . Tom prilikom se suočavaju sa raznim odnosima srodnika u formiranom porodičnom stablu.
Ovde su sažeto navedena rodbinska srodstva ilustrovana grafičkim prikazima.

## Vrste srodstva
Spisak najčešćih srodstava u jednom porodičnom stablu:
Punorodno srodstvo imaju svi rođaci koji potiču od dva zajednička pretka: otac i majka, deda i baba, pradeda i prababa, … .
Polurodno srodstvo imaju svi rođaci koji potiču od jednog zajedničkog pretka: otac, majka, deda, baba, pradeda, prababa, … .
Direktno linijsko srodstvo, prava uzlazno-silazna linija, sadrži srodnike koji potiču rađanjem jedan od drugog: ..., deda/baba, otac/majka, sin/kćerka, unuk/unuka, ... . 
Pobočno linijsko srodstvo čine direktni linijski rođaci koji potiču od dva ili jednog zajedničkog pretka. Srodnici među sobom mogu biti u odnosu punorodnog ili polurodnog srodstva.
Bračno srodstvo ima muž sa ženom.
Tazbinsko srodstvo ima muž/žena preko žene/muža.
Prijateljsko srodstvo ima osoba preko snaje/zeta, paše/zeta ili šurnjaje/jetrve.

## Stepeni srodstva
Blizina srodstva se određuje brojem rođenja prema pravilu: koliko rođenja toliko stepeni.
Za rođake punorodnog uzlazno-silaznog srodstva, jedna linija, stepen se određuje jednostavno. Majka i sin/kći su u prvom stepenu, pošto ih deli jedno rođenje, a deda i unuk/unuka su u drugom stepenu, jer ih dele dva rođenja itd.
Za rođake pobočnih srodstava, punorodnih i polurodnih, blizina srodstva odnosno stepen se određuje drugačije. U odnosu na jednog zajedničkog pretka odrede se parcijalni stepeni srodstva po obe linije i njihov zbir označava stepen srodstva. Za brata i sestru potrebna su dva rođenja, stoga su oni u drugom stepenu srodstva; stric i kćerka njegovog brata su u trećem stepenu srodstva, kao i tetka i bratanac, tetka i sestrić, ujak i sestrična.

## Dozvoljeni brakovi
Rođacima punorodnog uzlazno-silaznog srodstva pravno nije dozvoljen brak. Pobočnim rođacima iz punorodnog, iz polurodnog i iz punorodnog i polurodnog srodstva pravno je dozvoljen brak počev od V stepena srodstva.

## Grafički prikazi raznih srodstava
Na narednim slikama prikazana su sva srodstva u odnosu na jednu osobu muškog ili ženskog pola označenu sa ON/ONA. Prve dve slike ilustruju direktno linijsko i pobočno srodstvo sa blizinom srodstva u stepenima. Ostale slike prikazuju sva srodstva muške ili ženske osobe ON/ONA. Na slici DIREKTNA KRVNA SRODSTVA su poređani direktni srodnici sa stepenima osobe ON/ONA: potomci od Sin/Ćerka do Belih pčela i preci od Otac/Majka do Navrdeda/Navrbaba. Slika PUNORODNA KRVNA SRODSTVA sadrži direktne i pobočne srodnike sa stepenima osobe ON/ONA. Direktni, punorodni i polurodni srodnici sa stepenima osobe ON/ONA vide se na slici SVA KRVNA SRODSTVA. Slika RODBINSKA SRODSTVA, pored ranije pomenutih, prikazuje tazbinske i prijateljske srodnike osobe ON/ONA.
- Direktno uzlazno-silazno srodstvo osobe ON/ONA
- Direktno i pobočno srodstvo osobe ON/ONA.
- Direktna krvna srodstva osobe ON/ONA.
- Punorodna krvna srodstva osobe ON/ONA.
- Sva krvna srodstva osobe ON/ONA.
- Sva rodbinska srodstva osobe ON/ONA.